# De geweren van vrouw Carrar
De geweren van vrouw Carrar is een hoorspel naar het toneelstuk Die Gewehre der Frau Carrar (1937) van Bertolt Brecht. De VARA zond een Nederlandse hoorspelversie van regisseur S. de Vries jr. uit op woensdag 19 juli 1961 (met een herhaling op maandag 1 mei 1967). De bewerking was van Jef Last. De uitzending duurde 52 minuten.

## Rolbezetting
- Mien van Kerckhoven-Kling (Teresa Carrar)
- Huib Orizand (haar broer Pedro)
- Harry Bronk (haar zoon José)
- Louis de Bree (de pastoor Francisco)
- Constant van Kerckhoven (de radio-generaal)
- Fé Sciarone (het meisje Manuela)
- Tine Medema (de buurvrouw Perez)
- Frans Somers (de gewonde Paolo)
- Jo Vischer sr. & Tonny Foletta (de twee vissers)

## Inhoud
De handeling speelt in een klein vissershuis in een Andalusisch vissersdorpje in de buurt van het Spaanse Málaga. Daar leven Teresa Carrar en haar twee zoons. Haar 20-jarige zoon Juan is net op zee gaan vissen, en José kijkt aan het venster of Juans lamp nog brandt. Opeens komt de broer van de moeder, Pedro, zogezegd om haar te bezoeken. In werkelijkheid is hij enkel geïnteresseerd in de geweren van haar in de burgeroorlog gestorven man. Ze beginnen over de oorlog te discussiëren, en langzamerhand komen er verscheidene personen bij, elk met een ander standpunt tegenover de oorlog. Teresa Carrar wil zichzelf en haar beide zoons buiten de burgeroorlog houden, onder het motto „Wie naar het zwaard grijpt, zal door het zwaard omkomen.“ Plots komen enkele vrouwen en twee vissers met Juan in een bloeddoordrenkt zeil haar huis binnen. Haar zoon werd door een voorbijvarend schip van de Franco-fascisten neergeschoten, en nu verandert de moeder op slag haar houding. Als ze hoort van de doorbraak der fascisten bij Málaga, pakt ze zelf een geweer en trekt samen met haar broer en haar zoon naar het front…